# Francesco I. Manfredi

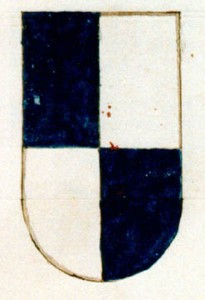
Wappen der Familie Manfredi

Francesco I. Manfredi (* um 1260; † 29. Mai 1343 in Faenza) war ein italienischer Adliger, dem es nach langwierigen Machtkämpfen gelang, sich von 1313 bis 1327 und von 1340 bis 1343 zum Herren von Faenza und von 1319 bis 1327 zum Herren von Imola zu machen. Er begründete damit die Signoria seiner Familie über die Stadt Faenza, die sich mit kurzen Unterbrechungen von 1313 bis 1501 erstreckte.

## Herkunft
Francesco Manfredi stammte aus dem Adelsgeschlecht der Manfredi, die sich auf eine deutsche Herkunft beriefen, einen deutschen Wahlspruch führten: „Wenn ich mach“, und ihren Familiennamen von Manfredo di Guido ableiten, der einer der angesehensten Patrizier der Stadt Faenza war, als er vor dem 7. Mai 1050 verstarb. Hundert Jahre später war die Familie der Manfredi so angesehen, dass sie 1164 Kaiser Friedrich I. Barbarossa (1155–1190) bei seinem Besuch in Faenza in ihrem Palazzo beherbergen konnte.
Der Vater Francescos war Alberghettino Manfredi († 23. April 1275), Herr von Brisighella (wenige Kilometer von Faenza entfernt, im Valle del Lamone – wo sich bis heute die 1228 von den Manfredi errichtete „Rocca“ (Burg) befindet) – Herr von Quarneto und von Baccagnano, Patrizier von Faenza und einer der führenden Köpfe der Partei der Guelfen in der Romagna.
Seine Mutter war Geltrude Belmonti, eine Tochter von Riccardello Belmonti, des Herren der Rocca delle Caminate (diese bis heute bestehende mehrfach wieder aufgebaute Burg befindet sich in der Gemeinde Meldola etwa 16 km außerhalb von Forlì). Francesco hatte eine Schwester, Maddalena Manfredi, die mit Sebastiano Pepoli verheiratet war, der aus der führenden Patrizierfamilie von Bologna stammte.

## Leben

### Jugend im Streit zwischen Guelfen und Ghibellinen
Francesco erlebte in seiner Jugend die Auswirkungen der heftigen Auseinandersetzungen zwischen Kaiser und Papst, die sich in Italien in der Konfrontation zwischen den jeweiligen Anhängern – den papsttreuen Guelfen und den kaisertreuen Ghibellinen – widerspiegelte. Auch um die Kontrolle von Faenza kam es zu einem langdauernden Streit zwischen diesen politischen Orientierungen, wobei sich dort die Familien der Manfredi, die zu den führenden Vertretern der Guelfen zählten, und die der Accarisi gegenüberstanden, die in Faenza die einflussreichste Familie der Ghibellinen war.
Bereits in der Vergangenheit war es zu einem unerbittlichen Streit zwischen diesen Geschlechtern gekommen, der bis auf das Jahr 1103 zurückging, wo Alberico da Guido Manfredi von den Accarisi aus Faenza vertrieben wurde. Über hundert Jahre später, nach dem Sieg des Kaisers Friedrich II. (1220–1250) über den Bund der lombardischen Städte in der großen Schlacht von Cortenuova am 27. November 1237 gelang es den Accarisi erneut, ihre Rivalen Manfredi mit Hilfe des Kaisers aus Faenza zu vertreiben. Erst vier Jahre später, im Jahre 1241, konnten die Manfredi mit anderen Guelfen in die Stadt zurückkehren und dort wieder ihren Einfluss geltend machen. Dies jedoch nur für kurze Zeit, da die Stadt bald darauf von Kaiser Friedrich II. erobert wurde und bis 1248 ghibellinisch blieb.
Nach der Niederlage von Kaiser Friedrich II. vor Parma übernahmen die Guelfen die Kontrolle der Stadt, wobei der Vater Francescos eine wesentliche Rolle spielte. Das Amt des Podestà wurde infolgedessen von 1256 bis 1274 von der Stadt Bologna, der guelfischen Führungsmacht in der Romagna, vergeben. Dies änderte jedoch nichts an der Feindschaft zwischen den Manfredi und den Accarisi. Mit Unterstützung des damaligen Anführers der Ghibellinen in der Romagna, dem Grafen Guido da Montefeltro, gelang es den Accarisi Faenza einzunehmen und die führenden Familien der Guelfen, und damit insbesondere die Manfredi, neuerlich aus der Stadt zu vertreiben.

### Haupt der Familie
Im gleichen Jahr starb Francescos Vater Alberghettino Manfredi am 23. April im Exil in Imola, wodurch Francesco als ältester Sohn 1275 zum Haupt der Familie wurde und von seinem Vater die Herrschaften Brisighella, Quarneto und Baccagnano erbte.
Nach einigen Jahren im Exil zeichnete sich für die Manfredi eine Wende ab, da der römisch-deutsche König Rudolf I. (1273–1291) von Habsburg 1278 zugunsten des Kirchenstaates auf die Romagna verzichtete. Papst Nikolaus III. (1277–1280) war nach dieser bedeutenden Abtretung bemüht, die Kontrolle der Kirche über die verschiedenen Stadtstaaten der Romagna sicherzustellen und beauftragte mit dieser Aufgabe seinen Neffen Bertoldo Orsini. Auf dessen Anordnung konnte Francesco Manfredi im Jahre 1279 nach Faenza zurückkehren. Die Accarisi waren daher gezwungen, mit den Manfredi Frieden zu schließen. Dieser Friede hielt jedoch nicht lange, da es den Accarisi nach kurzer Zeit gelang, die Manfredi neuerlich aus der Stadt zu vertreiben.
Ein Jahr später hatten jedoch die Guelfen wieder die Oberhand, wodurch die Manfredi nach Faenza zurückkehren konnten, jedoch nur, um nach neuerlichem Aufflammen der Parteikämpfe wieder aus der Stadt vertrieben zu werden. Nicht genug damit, kam es auch innerhalb der exilierten Familie zu schweren Auseinandersetzungen, indem der von Dante in der Göttlichen Komödie im XXXIII. Gesang des Inferno erwähnte Alberico Manfredi, Herr von Fognano, Rontana, Cesate und Quarneto, ein Cousin Francescos, aus persönlicher Rache am 2. Mai 1285 nicht nur seinen Vetter Manfredo Manfredi Signore di Serravalle al Senio, sondern auch dessen Sohn Alberghetto Manfredi sowie einige ihrer Freunde bei einem Gastmahl in Cesate (liegt etwa 18 km außerhalb von Mailand) ermorden ließ.

### Parteiwechsel zu den Ghibellinen
Für die Manfredi, wurde die Situation zunehmend unerträglich, da sie durch das Exil gezwungen waren, sich auf die Bewirtschaftung ihrer ererbten und erworbenen ländlichen Besitzungen zu beschränken und auf politische Macht und Einfluss in Faenza zu verzichten. Sie entschlossen sich daher zu seinem dramatischen Schritt. Nachdem sie über hundert Jahre lang zu den Führern der papsttreuen Guelfen der Romagna gezählt hatten, wechselten sie die Seiten: Als 1286 der neue Führer der Ghibellinen in der Romagna, Maghinardo Pagani da Susinana (* vor 1250 in Florenz, † 1302), als Podestà in Faenza die Macht ergriff und den Titel „Defensor civitatis“ (Verteidiger der Stadt) annahm, deklarierten sich die Manfredi als Ghibellinen und konnten dadurch wieder nach Faenza zurückkehren. Dante Alighieri war von den Qualitäten Paganis offensichtlich weniger überzeugt, da er ihn in seiner Divina Commedia ins Inferno versetzt und dort im XXVII. Gesang erwähnt.
Diese politische Wende blieb jedoch ohne dauernden Erfolg, da die Manfredi nach diesem Lippenbekenntnis weiterhin für die päpstliche Politik eintraten und daher bald darauf neuerlich aus der Stadt vertrieben wurden.
Francesco nützte die Zeit, indem er sich erfolgreich um die Ausweitung seines Landbesitzes bemühte, um die Machtbasis seiner Familie zu erweitern. Ab 1309 war er auch Herr von Calamello, Cavina, Montemaggiore, Fornazzano und Valdifuso, erwarb 1312 Marradi und Biforco, und 1313 Oriolo.
Er bewohnte den Palazzo der Familie, der, naturgemäß verändert, bis heute in der Via Comandini erhalten ist: ein einfacher Backsteinbau mit zwei Geschoßen und einem Mezzanin unter dem Dach, der außer dem rustizierten Hauptportal und einigen Resten von girlandengeschmückten Fensterleibungen keinen weiteren Außenschmuck aufweist. Der Innenhof zeigt zwei übereinandergestellte Arkadenreihen, von denen die untere Rundbögen, die obere Spitzbögen hat.

### Herr von Faenza und Imola

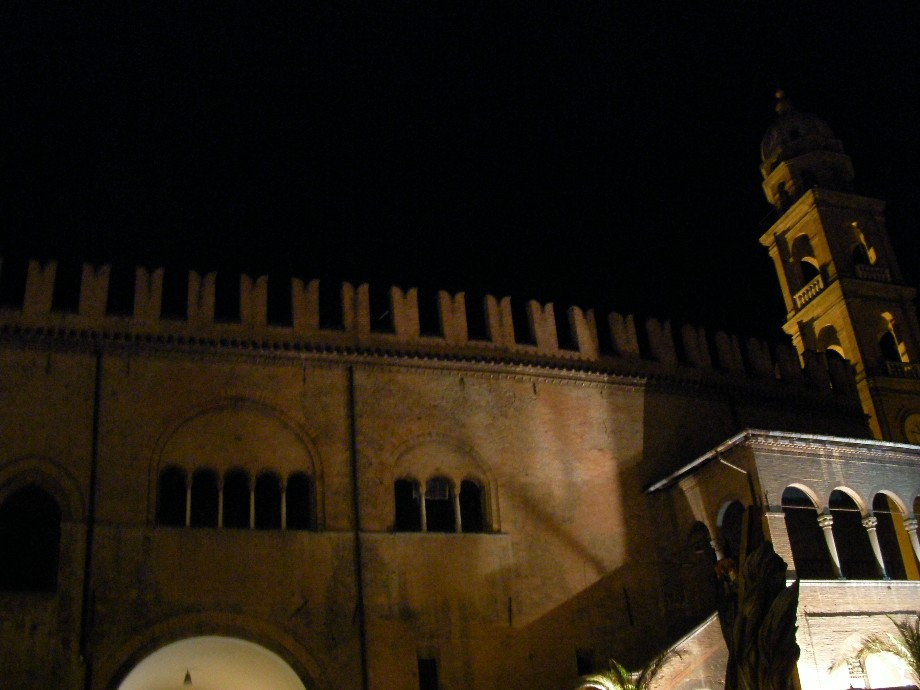
Der Palazzo del podestà in Faenza bei Nacht

Das eigentliche Ziel, nicht bloß ländliche Güter, sondern eine selbständige Herrschaft über eine bedeutendere Stadt zu erwerben, konnte Francesco schließlich durch die geschickte Nutzung der gegebenen Instabilität der politischen Lage erreichen. Es stand damals an sich schlecht um die Partei der Guelfen, denn Heinrich VII. von Luxemburg hatte 1312 Rom besetzt, die Kaiserkrone empfangen und war bereit, nunmehr die feindlichen Guelfen niederzuwerfen. In Faenza waren die Guelfen daher in größter Sorge wegen der befürchteten Machtübernahme durch die Ghibellinen. Francesco benützte in dieser Situation eine Unruhe in der Stadt als Vorwand, um im Namen der Guelfen die Macht an sich zu bringen, indem er sich am 4. Januar 1313 gegen den Willen des Stadtadels durch das Volk zum „Defensor populi“ (Verteidiger des Volkes) der Stadt Faenza wählen ließ. Die gefürchtete Konfrontation mit der kaiserlichen Armee fand jedoch nicht statt, da Kaiser Heinrich VII. am 24. August 1313 verstarb.

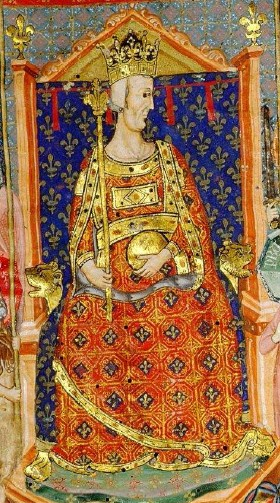
Robert d’Anjou, Miniatur aus einer Bibel um 1340

Die Machtübernahme Francescos entsprach nicht den Intentionen des Führers der Guelfen, Robert von Anjou (* 1278, † 20. Januar 1343) König von Neapel (1309–1343), der von 1310 bis 1318 päpstlichen Statthalter „in temporalibus“ (d. h. in weltlichen Angelegenheiten) in der Romagna war, da er die Aufgabe hatte, die direkte Kontrolle der Kirche über die Städte der Romagna wiederherzustellen. Angesichts der kritischen Lage schien es ihm jedoch immer noch besser, dass ein Vertreter der Guelfen irregulär die Macht übernahm, als wenn dort ein von der Stadt regulär bestellter Vertreter der kaisertreuen Ghibellinen an die Macht gekommen wäre. Francesco achtete darauf, dass die städtischen Verwaltungsämter formell unverändert erhalten blieben und beeilte sich, dem Statthalter des Papstes seine vollständige Treue zum Heiligen Stuhl zu versichern, um dadurch die Legalisierung seiner Machtübernahme zu erreichen. Bald darauf konnte Francesco tatsächlich die offizielle Funktion eines „Capitano del Popolo“ in Faenza übernehmen.
Aus anderen Gründen geriet er jedoch in direkten Konflikt mit der Kirche. Wenige Monate nach seiner Machtergreifung langte beim Bischof von Faenza ein Schreiben des Erzbischofs von Ravenna ein, in dem dieser aufgefordert wurde, Francesco Manfredi mitzuteilen, dass dieser die Benefizien der Kirche von Ravenna, die dieser sich angeeignet hatte – unter anderem Oriolo – zurückgeben müsse, andernfalls das Interdikt über Faenza verhängt werden würde. Francesco dürfte jedoch wenig Bereitschaft zur Rückgabe gezeigt haben, da 1313 tatsächlich das Interdikt über Faenza verhängt wurde. Dieses wurde auf Anordnung von Papst Johannes XXII. erst im Jahre 1318 vom Bischof von Imola wieder aufgehoben, wobei Francesco Manfredi bei der Verkündigung der Aufhebung nicht anwesend war, da er als Capitano del popolo formal nicht betroffen war.
In ganz ähnlicher Weise gelang es Francesco Manfredi, die Macht in Imola zu übernehmen, wo er im darauf folgenden Jahr, am 9. November 1314 zum Capitano del Popolo gewählt wurde. Auch dies erfolgte mit Duldung des päpstlichen Statthalters, König Robert von Neapel, der seine Verbundenheit mit der Familie Manfredi zeigte, indem er Riccardo, dem Sohn Francescos, 1316 den Ritterschlag erteilte. Diese Toleranz des päpstlichen Legaten gegenüber der – illegalen – Machtergreifung Francescos in Imola erklärt sich aus der prekären Situation der Guelfen, die von den kaisertreuen Ghibellinen bedroht wurden, da es deren Führer, dem Vikar des neuen römisch-deutschen Königs Ludwig dem Bayern (1314–1328, Kaiser ab 1328), in der Lombardei, Matteo I. Visconti (* 1250, † 1322), dem Herren von Mailand gelungen war; zwischen 1314 und 1316 in einer beeindruckenden Militäraktion u. a. die Städte Pavia, Alessandria, Tortona, Vercelli, Parma und Piacenza zu erobern.
Francesco nützte diese Situation, um seine Stellung als führende Persönlichkeit in beiden Städten weiter auszubauen, sodass es ihm gelang, sich 1319 zum Herren der beiden Städte aufzuwerfen. Im Jahre 1322 usurpierte Francesco darüber hinausgehend den Titel eines von Volkswahlen unabhängigen Capitano del Popolo auf Lebenszeit und eines „souveränen Signore“ der beiden Städte, ohne jedoch dazu jemals eine Ermächtigung erhalten zu haben. Gleichzeitig war er bemüht, seine Machtbasis durch den Erwerb von Grundbesitz zu erweitern, indem er u. a. nach 1326 Lugo, Cerrone, Rontana, Pozzolo, Zattaglia, Vedreto, Collina, Pozzo, Cesate, Martignano, Solarolo und Gattaia erwarb.
Als Stadtherr zog Francesco aus dem bisherigen Familienpalast aus und benutzte als Residenz den Palazzo des Capitano del Popolo, den heutigen Palazzo Municipale, den er nach seinen Bedürfnissen umgestaltete.
Seine Herrschaft über Faenza konnte Francesco Manfredi acht Jahre lang aufrechterhalten, bis er 1327 in beiden Städten die Macht verlor.

### Verlust der Herrschaft über Faenza und Imola
Im Jahre 1327 war die Zeit der Zusammenarbeit mit dem päpstlichen Statthalter König Robert von Neapel längst vorbei. Der neue Papst Johannes XXII. (1316–1334) hatte im Jahre 1319 seinen Neffen, den Sohn seiner Schwester, Kardinal Bertrand du Pouget (Italienisch: Bertrando del Poggetto) (* um 1280, † 1352) zum päpstlichen Statthalter in der Lombardei, in der Romagna und in der Toskana (1319–1334) ernannt. Wie groß die Hoffnung des Papstes auf den Erfolg dieser Mission war zeigt der Umstand, dass er du Pouget im Ernennungsdekret als „unseren Friedensengel“ bezeichnete. Der Legat kam jedoch spät nach Italien, hielt sich dann lange in der Lombardei auf, bewies jedoch, dass die Erwartungen des Papstes nicht unbegründet waren, da er zwischen 1320 und 1327 den Visconti Asti, Pavia, Piacenza, Parma und Reggio nell’Emilia entriss. Der Legat langte Ende 1326 vor der Stadt Bologna ein, wo er am 3. Februar 1327 feierlich einzog und dort kurz darauf mit dem Bau einer neuen Stadtburg, dem Castello di Porta Galliera begann.
Francesco Manfredi musste daher erkennen, dass es aussichtslos wäre, seine angemaßte Herrschaft gegen den erklärten Willen des päpstlichen Legaten aufrechtzuerhalten, da dieser entschlossen war, die Städte der Romagna wieder der direkten Kontrolle des Papstes zu unterstellen. Er beschloss daher, sich zu unterwerfen und diesem die beiden Städte zu übergeben. Dies wohl in der Hoffnung, sie anschließend gnadenhalber wieder verliehen zu bekommen.
Die Absicht seines Vaters, die Herrschaft über Faenza und Imola kampflos aufzugeben, empörte seinen ältesten Sohn Alberghetto Manfredi, der dies zu verhindern suchte, indem er einen Putsch organisierte, um seinem Vater die Kontrolle über Faenza zu entreißen. Dieser Versuch scheiterte, wodurch sich Francesco wie geplant zu Beginn des Jahres 1327 nach Bologna begab, um dem Legaten die Städte Faenza und Imola zu übergeben. Diese Geste wurde vom Legaten zwar mit Wohlwollen angenommen, jedoch ohne Francesco eine künftige Belehnung mit Faenza oder Imola in Aussicht zu stellen.
Francesco Manfredi kehrte nach der Abtretung der Herrschaft über Faenza und Imola als einfacher Bürger in die Stadt Faenza zurück, er behielt jedoch nicht nur seinen großen Landbesitz, sondern auch sein Ansehen und seinen großen Einfluss in der Stadt.

### Sohn Alberghetto Manfredi wird zweiter Herr von Faenza
Alberghetto Manfredi war jedoch trotz aller Rückschläge nicht bereit aufzugeben und begann nach der erfolgten Übergabe der Stadt Faenza durch seinen Vater eine offene Revoltre gegen den päpstlichen Legaten. Es gelang ihm mit Hilfe von Freunden und Verwandten, die Kontrolle über die Stadt zu übernehmen, und er ließ sich in der Absicht, sie zu behalten, dort zum neuen Herren der Stadt ausrufen. Er wird daher als der zweite Herr von Faenza gezählt. Er konnte sich dort bis in das nächste Jahr halten. Im Juli des Jahres 1328 näherte sich jedoch ein großes päpstliches Heer, dem auch sein Vater und sein jüngerer Bruder Ricciardo Manfredi angehörten, und begann die Stadt einzuschließen und zu belagern. Alberghetto war angesichts der Übermacht schließlich gezwungen, am 23. Juli 1328 zu kapitulieren. Durch Fürsprache seines Vaters wurde er nachsichtig behandelt, zwar zunächst als Gefangener nach Bologna gebracht, jedoch bald darauf aus der Haft entlassen.
Trotz dieser Rückschläge war Alberghetto immer noch nicht bereit, auf die Herrschaft über Faenza zu verzichten. Er beteiligte sich daher an einer Verschwörung gegen den päpstlichen Legaten. Diese wurde jedoch aufgedeckt, Alberghetto deswegen zur Todesstrafe verurteilt und schließlich am 18. Oktober 1329 in Bologna enthauptet. Im gleichen Jahr kehrte auch Ludwig der Bayer nach seiner wenig erfolgreichen Italienmission nach Deutschland zurück.

### Sohn Riccardo Manfredi wird dritter Herr von Faenza
Wider Erwarten war diese Enthauptung nicht das Ende der Herrschaft der Manfredi über Faenza, da das Schicksal des Kardinal-Legaten Bertrand du Pouget dazu beitrug, der Familie die Rückkehr an die Macht zu ermöglichen.
Im Jahre 1330 griffen die nur noch nominell ghibellinischen Städte Mailand und Verona die guelfische Stadt Brescia an, die sich an Johann von Luxemburg König von Böhmen (1310–1346) um Unterstützung wandte. Dieser kam tatsächlich mit einem Heer nach Italien und befreite die Stadt Brescia. Die die ihm darauf die Lehensabhängigkeit anbot.
Inzwischen hatte der frühere päpstliche Vikar, König Robert von Neapel, Ambitionen entwickelt, das Königreich Neapel zur Führungsmacht in Italien aufzubauen, indem er seinen Einfluss ständig nach Norden erweiterte und damit in Konflikt mit dem Legaten Bertrand du Pouget geriet, der dies als Bedrohung der Interessen des Kirchenstaates sah, der leichter mit einer Vielzahl kleinerer Lehensträger als mit einer Großmacht zu regieren war. Kardinal du Pouget verbündete sich daher mit König Johann, den er als Gegengewicht gegen König Robert von Neapel sah. König Johann eroberte im Interesse des Legaten u. a. die Städte Parma, Vercelli, Piacenza und Pavia und gab sie der Kirche zurück, die sie ihm zum Dank als Lehen übertrug und damit dem Einfluss des Königs von Neapel entzog.
König Robert durchschaute diese Strategie berief daher 1332 die wichtigsten Fürsten Italiens nach Genua, wo er Guelfen und Ghibellinen miteinander versöhnte und eine Liga gegen König Johann und den Kardinallegaten du Pouget schuf, an der sich die guelfischen Staaten Mailand und Florenz sowie die ghibellinischen Herren von Mailand, Mantua und Ferrara beteiligten.
Um seinem Legaten den Rücken zu stärken, ernannte ihn der Papst zum Markgrafen von Ancona und Grafen von Bologna. Im April kam es zwischen den Gegnern zur Schlacht, in der die Streitkräfte von König Johann und von Kardinal du Pouget besiegt wurden. König Johann schloss Frieden und kehrte nach Böhmen zurück, während sich Kardinal du Pourget in Bologna einschloss und dort von Truppen der Liga im Castello di Porta Galliera belagert wurde, bis er durch Vermittlung von Florenz freikam. Das Castello wurde anschließend von den Bolognesen als „Zwingburg“ dem Erdboden gleichgemacht.
Nur Faenza und Imola waren, unter dem Einfluss von Francesco Manfredi, dem Kardinal treu geblieben, weshalb er sich nach Faenza begab. Im Jahre 1334 kehrte er an den päpstlichen Hof nach Avignon zurück, wobei er als Dank für die Treue der Familie Manfredi den dritten Sohn Francescos, Ricciardo Manfredi mit Faenza und den zweiten Sohn, Malatestino (Tino) Manfredi mit Bagnacavallo belehnte. Riccardo Manfredi wurde daher am 8. Jänner 1339 zum dritten Herren von Faenza. Riccardo starb jedoch bereits am 23. August 1340, konnte daher seine Herrschaft nur wenig über ein Jahr lang ausüben.

### Francesco Manfredi neuerlich Herr von Faenza
Riccardo Manfredi, der dritte Herr von Faenza, hinterließ aus seiner Ehe mit Diletta di Cunio, einer Tochter des Grafen Alberigo di Cunio, nur eine Tochter, Rengarda Manfredi, die in erster Ehe mit dem Grafen Giovanni degli Ubaldini, dem Mitherren von Cittá di Castello († nach 1327) und in zweiter Ehe mit Azzo Alidosi, dem Herren von Imola verheiratet war. Seine beiden Söhne, Giovanni (* 1324) und Guglielmo (* 1327) waren nicht nur außerehelich geboren, sondern auch zu jung zur Nachfolge, weshalb ihr Großvater Francesco Manfredi neuerlich die Herrschaft über Faenza übernahm, die er von August 1340 bis 1341 ausübte.

### Enkel Giovanni Manfredi wird vierter Herr von Faenza
Francesco Manfredi verzichtete 1341 zugunsten seines Enkels Giovanni Manfredi auf die Herrschaft in Faenza, nachdem dieser 1339 vom Papst legitimiert von seinem Vater am 21. August 1340, zwei Tage vor dessen Ableben, zum Ritter geschlagen und inzwischen großjährig geworden war. Giovanni Manfredi folgte damit noch zu Lebzeiten seines Großvaters als 4. Herr von Faenza.

### Tod und Nachleben von Francesco Manfredi
Francesco Manfredi starb in hohem Alter in Faenza am 29. Mai 1343. Ein literarisches Denkmal findet sich im Hauptwerk des Dichters Franco Sacchetti (1332–1400), Il Trecentonovelle, in der Novelle Nr. 202, wo Francesco Manfredi als gerechter Herrscher erwähnt wird. Diese Beurteilung dürfte Sacchetti von der Bevölkerung zugetragen worden sein als er selbst während der Herrschaft von Astorgio I. Manfredi (1379–1404) Podestà von Faenza war.

## Ehe und Nachkommen
Francesco Manfredi heiratete Rengarda Malatesta († vor 1311), eine Tochter von Malatesta da Verucchio, des Herren von Rimini (1295–1312) und dessen Gemahlin, Concordia dei Pandolfini, eine Tochter des Ser Pandolfino Pandolfini di Rinuccio di Signa (* um 1200, † um 1270), der 1260 an der Schlacht von Montaperti teilgenommen hatte, in der die Truppen des ghibellinischen Siena die des guelfischen Florenz besiegten, und ab 1269 Notar zu Florenz war.
Eheliche Kinder:
- Alberghetto I. Manfredi († enthauptet zu Bologna 18. November 1329), 2. „souveräner Herr“ von Faenza (1327–1328), ⚭ Jacopa degli Ubaldini, eine Tochter des Grafen Giovanni degli Ubaldini, Herr von Palazzuolo sul Senio (in der Provinz Florenz) und Valmaggiore. (Nachkommen)
- Malatestino Manfredi († 1336 in Bagnacavallo); 1335 „souveräner Herr“ von Bagnacavallo (in der Provinz Ravenna), Herr von Montemaggiore, Cavina etc., ⚭ Ne, eine Frau unbekannter Herkunft, (Nachkommen)
- Riccardo Manfredi († 23. August 1340 in Faenza) 3. souveräner Herr von Faenza (1339–1340), ⚭ Diletta di Cunio, einer Tochter des Grafen Alberico di Cunio (Nachkommen die späteren Herren von Faenza)
- Lisa Manfredi (test. 1368) ⚭ Ruggero Guidi Graf von Dovadola (in der Provinz Forlì-Cesena) († September 1332)
- Caterina Manfredi († jung)
- Onestina Manfredi,⚭ Arrighetto dei Rogati, Nobile di Padova
- Margherita Manfredi, ⚭ Manfredo Graf von Cunio, Herr von Fusignano (in der Provinz Ravenna)

Außereheliche Kinder:
- Beltramo Manfredi († enthauptet 17. Januar 1363), ⚭ Agnesina degli Accarisi, T. v. Marcolino degli Accarisi dei Signori di Ghiazzano
- Nascimbene Manfredi († 1344 in Trivento), Bischof von Trivento (in der Provinz Campobasso) (1334–1344), Mönch